# آلیسون هیگسون
آلیسون هیگسون (به انگلیسی: Allison Higson) (زادهٔ ۱۳ مارس ۱۹۷۳) شناگر اهل کانادا است.